# Abbasiyyinstadion
Het Abbasiyyinstadion (Arabisch: ملعب العباسيين) is een multifunctioneel stadion in Damascus, Syrië. Het stadion wordt vooral gebruikt voor voetbalwedstrijden, het Syrisch voetbalelftal en de voetbalclubs Al-Wahda SC, Al-Jaish SC en Al-Majd SC maken gebruik van dit stadion. Het stadion is geopend in 1976 en er is plaats voor 30.000 toeschouwers.
In 2002 werd van dit stadion gebruikgemaakt voor het West-Aziatisch kampioenschap voetbal 2002. Dat toernooi was van 30 augustus tot en met 7 september 2002 in Syrië. De finale was in dit stadion en werd gespeeld tussen Irak en Jordanië (3–2).